# Do Ji-han
Do Ji-Han (né le 24 septembre 1991) est un acteur sud-coréen. Il fait partie de l'agence Yuleum Entertainment. Il est particulièrement connu pour ses rôles secondaires dans le film The Tower (2012), qui lui a valu une nomination aux Baeksang Arts Awards du meilleur nouvel acteur, et dans la série télévisée Hwarang: The Poet Warrior Youth de KBS2 (2016-2017). Il s'est enrôlé dans l'armée le 26 décembre 2018. 

## Vie privée
Do Ji-Han s'enrôla discrètement pour son service militaire obligatoire en tant que soldat en service actif le 24 décembre 2018. Il a d'abord suivi cinq semaines de formation de base à la 1re division d'infanterie de l'armée dans la province de Gangwon.

## Filmographie

### Cinéma
| Année | Titre                              | Rôle                      |
| ----- | ---------------------------------- | ------------------------- |
| 2011  | Far Away : Les Soldats de l'espoir | Kim Joon-sik (adolescent) |
| 2012  | Le Voisin                          | Ahn Sang-yoon             |
| 2012  | The Tower                          | Lee Sun-woo               |
| 2015  | La Beauté intérieure               | Woo-jin                   |
| 2016  | Musudan                            | Choi Chul                 |

### Séries télévisées
| Année | Titre                             | Rôle                  | Réseau         | Remarques          |
| ----- | --------------------------------- | --------------------- | -------------- | ------------------ |
| 2009  | La reine revient                  | Na Bong-hee (jeune)   | KBS2           |                    |
| 2009  | Est-ce qu'il neige pour Noël ?    | Parc Jong-suk         | SBS            |                    |
| 2010  | Le Grand Marchand                 | Jung Hong-soo (jeune) | KBS1           |                    |
| 2011  | Real School                       | Do Ji-han             | MBC tous les 1 |                    |
| 2012  | Je ne peux pas vivre sans toi     | Kim Chi-do            | MBC            |                    |
| 2013  | L'Incarnation de l'argent         | Kwon Hyuk             | SBS            |                    |
| 2013  | Basket-ball                       | Kang San              | tvN            |                    |
| 2014  | Miss Hyena                        | Jung Chan-yong        | Naver TV Cast  |                    |
| 2015  | Great Stories                     | Oh Chan-Young         | TV Chosun      |                    |
| 2016  | Hwarang: Le Jeune poète guerrier, | Parc Ban-ryu          | KBS2           |                    |
| 2017  | Lovers in Bloom                   | Cha Tae-jin           | KBS1           |                    |
| 2018  | 100 Days My Prince                | Dong-joo              | tvN            | Apparence spéciale |

### Vidéos musicales
| Années | Titre de la chanson | Artiste        |
| ------ | ------------------- | -------------- |
| 2011   | Piano Forest        | Bubble Sisters |
| 2013   | 1440                | Huh Gak        |